# کارولین ویلسون
کارولین ویلسون (به انگلیسی: Carolyn Wilson) (زادهٔ ۱۱ مارس ۱۹۵۹) شناگر اهل بریتانیا است.